# Dear Future Husband
"Dear Future Husband" é uma canção da cantora norte-americana Meghan Trainor, gravada para seu primeiro extended play (EP) Title e mais tarde incluída em seu álbum de estreia de mesmo nome. Foi composta pela própria cantora em conjunto com Kevin Kadish e produzida pelo último. O seu lançamento ocorreu em 17 de março de 2015 através da Epic Records, servindo como segundo single do EP e terceiro do álbum.
Seu vídeo musical acompanhante foi lançado em 16 de março de 2015 através do serviço Vevo.

## Faixas e formatos
| Download digital |                       |         |  |
| N.º              | Título                | Duração |  |
| 1.               | "Dear Future Husband" | 3:04    |  |

## Desempenho nas tabelas musicais

### Posições
| Tabela musical (2014)              | Melhor posição |
| ---------------------------------- | -------------- |
| Austrália (ARIA Charts)            | 9              |
| Canadá (Canadian Hot 100)          | 12             |
| Estados Unidos (Billboard Hot 100) | 14             |
| Nova Zelândia (NZ Top 40 Singles)  | 10             |

## Créditos
Todo o processo de elaboração de "Dear Future Husband" atribui os seguintes créditos:
Gravação e publicação
- Gravada e mixada nos Carriage House Studios (Nolensville, Tennessee)
- Masterizada no The Mastering Palace (Nova Iorque)
- Publicada pela Year of The Dog Music (ASCAP), divisão da Big Yellow Dog, LLC / Over-Thought Under-Appreciated Songs (ASCAP)

Produção